# A Gente Acertou
A Gente Acertou é o quarto álbum ao vivo da dupla sertaneja brasileira Ícaro & Gilmar, lançado em 10 de abril de 2020 pela NA Records.

## Antecedentes e gravação
Ícaro & Gilmar gravaram e lançaram, anteriormente, os álbuns Sextou BB e Sextou BB: Uberlândia, que consistiam em regravações de clássicos da música sertaneja e de outros estilos, e que deu um destaque a mais pra dupla. Até então, Ícaro & Gilmar ficaram conhecidos pela canção "Despedida", do álbum Na Bebida e Na Sofrência, que ficou em 1º lugar nas rádios do estado de Goiás.

### Gravação
A Gente Acertou foi gravado em 12 de fevereiro de 2020, no Charlotte Cozinha & Bar, em Goiânia, com as participações especiais de Naiara Azevedo, Gabriel Gava, Humberto & Ronaldo e Mariana Fagundes. Após a repercussão de Sextou BB, a dupla optou por gravar um repertório inédito. 

## Lançamento
Os singles, todos com participações especiais, foram lançados entre fevereiro e março de 2020, até que o álbum completo foi lançado em 10 de abril de 2020.
“Nós acreditamos que tudo que aconteceu até agora em nossa vida e carreira foi um acerto, inclusive as coisas ruins, que precisaram acontecer para vermos que, no fim, nos levaram a algo bom, a um acerto.”
A produção musical do DVD ficou por conta do Júnior Melo e a direção de vídeo com André Caverna.

### Curiosidade
- Nesse álbum é incluída a canção "M de Mulher", que foi regravada no álbum Ao Vivo em Barretos, em 2022, e fez mais sucesso.[4]

## Lista de faixas
| N.º            | Título                                       | Compositor(es)                                                                            | Duração |  |
| 1.             | "Kriptonita"                                 | Rafael Quadros / Vinni Miranda / Waléria Leão                                             | 2:24    |  |
| 2.             | "Mais Uma Saudade"                           | Thiago Parazim / Samuel Parazim / Junior Gomes / Vine Show                                | 2:40    |  |
| 3.             | "A Vontade É Grande"                         | Benicio Neto / Daniel Caon / Junior Pepato / Vinicius Poeta                               | 2:54    |  |
| 4.             | "M de Mulher"                                | B. Neto / J. Pepato / Luan / Theo                                                         | 3:04    |  |
| 5.             | "Prazer Eu Sou O Ex"                         | Gabriel do Cavaco / Maykow Melo                                                           | 3:20    |  |
| 6.             | "Auge do Arrependimento"                     | T. Parazim / S. Parazim / J. Gomes                                                        | 2:29    |  |
| 7.             | "Rascunho" (part. Mariana Fagundes)          | Ícaro Mantovani / Gilmar Castro / Carlim Gonçalves / Victor Marra / Lambreta / Jorge Yuri | 3:07    |  |
| 8.             | "Desculpa"                                   | Gustavo Moura / Rafael Moura / Matheus Matos                                              | 3:09    |  |
| 9.             | "Mulher dos Meus Sonhos"                     | T. Parazim / S. Parazim / J. Gomes / V. Show                                              | 3:07    |  |
| 10.            | "A Melhor de Cama"                           | S. Parazim / W. Leão / V. Poeta / Jenner Melo                                             | 3:15    |  |
| 11.            | "Amizade É Pouco" (part. Gabriel Gava)       | J. Gomes / De Ângelo / Gabriel Agra / Philipe Pancadinha                                  | 3:34    |  |
| 12.            | "Nível de Saudade"                           | T. Parazim / S. Parazim / G. Agra / Diego Damasceno                                       | 2:31    |  |
| 13.            | "Álcool e Tempo" (part. Naiara Azevedo)      | M. Melo / Flavinho do Kadet                                                               | 2:42    |  |
| 14.            | "Deus Me Livre Fofoca"                       | D. Caon / V. Poeta / Elan Rubio                                                           | 2:33    |  |
| 15.            | "Desbloqueou"                                | W. Leão / R. Quadros / V. Miranda / M. Melo / Bruno Mandioca                              | 3:08    |  |
| 16.            | "Ex É Tudo Igual" (part. Humberto & Ronaldo) | Alexandre Monteiro / Kauê Segundêro / Kidi Lima / Murilo Costa                            | 2:55    |  |
| 17.            | "A Gente Acertou"                            | R. Quadros / Humberto Teixeira / Jimmy Luzzo                                              | 2:55    |  |
| 18.            | "Você Tem o Talento"                         | J. Melo / Bruna Melo                                                                      | 2:36    |  |
| 19.            | "Vida Torta"                                 | W. Leão / R. Quadros / V. Miranda / Gustavo Martins                                       | 3:22    |  |
| 20.            | "Quem Você Quiser"                           | Dani Lima / Rafaela Miranda                                                               | 2:56    |  |
| 21.            | "Cadê o Fim"                                 | W. Leão / R. Quadros / V. Miranda / A. Monteiro                                           | 2:36    |  |
| 22.            | "Dividindo Espaço"                           | G. Castro / Danilo                                                                        | 2:38    |  |
| 23.            | "Conta Como Traição"                         | B. Mandioca / M. Melo / Greg Neto / Jeff da Sanfona                                       | 2:52    |  |
| Duração total: | Duração total:                               | Duração total:                                                                            | 1:06:47 |  |